# Ian MacNeil
Ian MacNeil (1960) è uno scenografo britannico.

## Biografia
Figlio del giornalista Robert MacNeil, ha studiato al Trinity College e alla Croydon School of Art, per poi perfezionarsi con Ming Cho Lee a New York nei primi anni ottanta. Dopo un decennio di gavetta tra Birmingham, Worcester, York e Manchester, ha esordito nel West End londinese nel 1991 come scenografo de La morte e la fanciulla al Royal Court Theatre. Ha ottenuto il suo primo successo nel 1992 quando ha curato le scenografie di Un ispettore in casa Birling per la regia di Stephen Daldry: l'allestimento, portato al debutto al National Theatre, è valso a MacNeil il Premio Laurence Olivier, il Drama Desk Award e la sua prima candidatura al Tony Award quando la pièce è stata riproposta a Broadway nel 1994.
Da allora ha continuato a lavorare regolarmente a Londra, Broadway e con la Royal Shakespeare Company, con cui ha esordito curando le scenografie di Macbeth nel 1994. Nel 1999 ha allestito il concerto promozionale dei Pet Shop Boys per l'uscita di Nightlife. Nel 2006 ha collaborato nuovamente con Daldry per Billy Elliot the Musical, portato al debutto a Londra e poi riproposto anche a Broadway; lo spettacolo gli è valso la sua quarta candidatura al Premio Laurence Olivier e la vittoria del Tony Award alla miglior scenografia di un musical nel 2009. Successivamente ha continuato a lavorare ad allestimenti di alto profilo nel West End e a New York, curando, tra gli altri, le scenografie di Casa di bambola con Hattie Morahan al Young Vic (2012), Tradimenti con Rachel Weisz e Daniel Craig all'Ethel Barrymore Theatre (2013), Medea con Kate Fleetwood all'Almeida Theatre (2015) e Angels in America con Andrew Garfield a Londra (2017) e Broadway (2018), per cui è stato nuovamente candidato al Tony Award.
È dichiaratamente gay ed è stato legato sentimentalmente al regista Stephen Daldry per tredici anni.

## Riconoscimenti
- Tony Award
  - 1994 - Candidatura per la miglior scenografia di un'opera teatrale per Un ispettore in casa Birling
  - 2009 - Miglior scenografia di un musical per Billy Elliot the Musical
  - 2018 - Candidatura per la miglior scenografia di un'opera teatrale per Angels in America - Fantasia gay su temi nazionali
- Evening Standard Theatre Awards
  - 2002 - Miglior scenografo per A Number e Plasticine
  - 2004 - Miglior scenografo per Festen
- Premio Laurence Olivier
  - 1993 - Migliori scenografie per Un ispettore in casa Birling
  - 1994 - Candidatura per le migliori scenografie per Machinal
  - 2005 - Candidatura per le migliori scenografie per Festen
  - 2006 - Candidatura per le migliori scenografie per Billy Elliot the Musical